# She (filme de 1917)
She é um filme mudo estadunidense de 1917, dos gêneros aventura e fantasia, dirigido por Kenean Buel para a Fox Film Corporation e baseado no livro Ela, a Feiticeira, de H. Rider Haggard.